# Puente viga

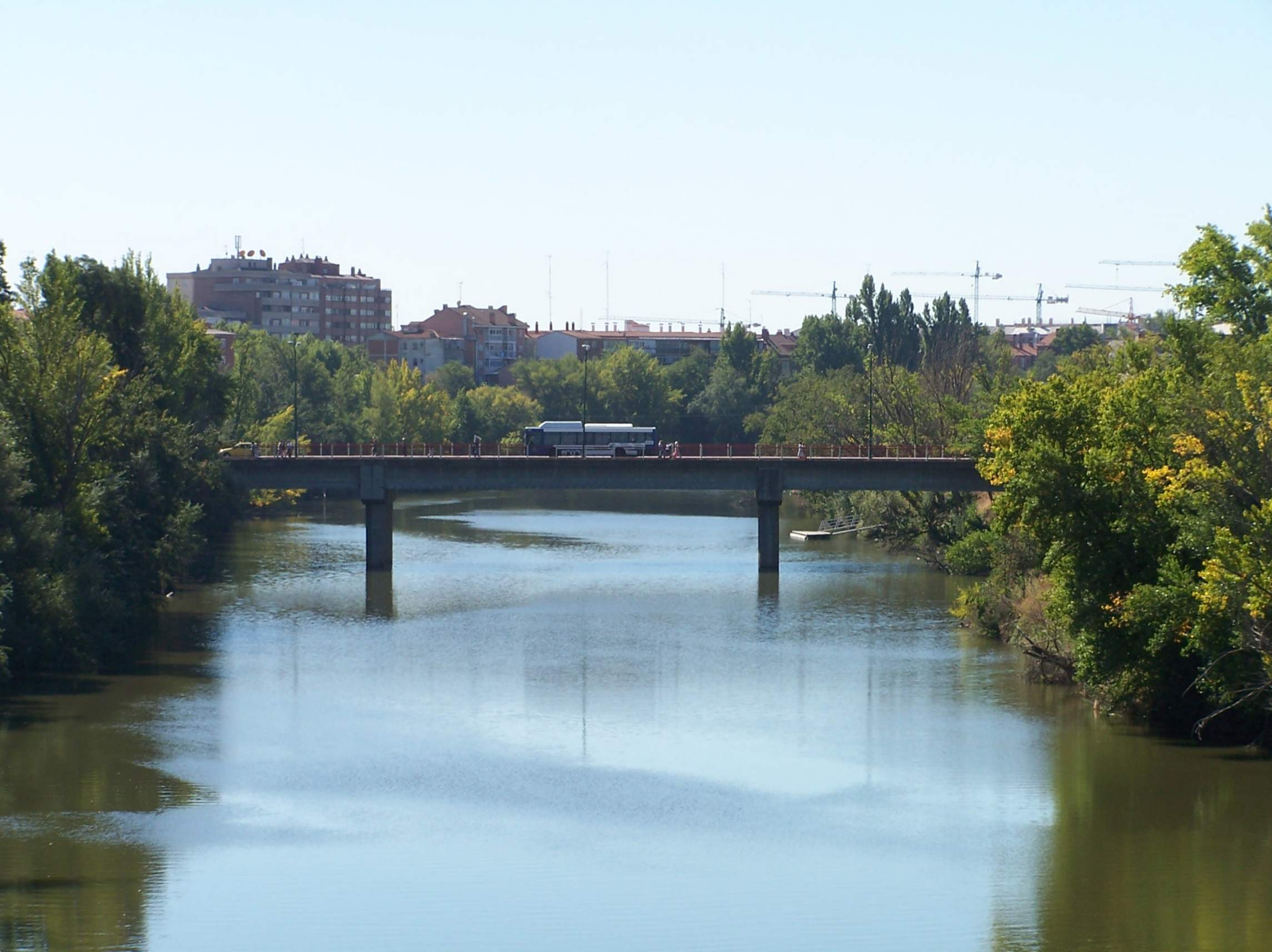
Imagen de un puente viga sobre el río Pisuerga.

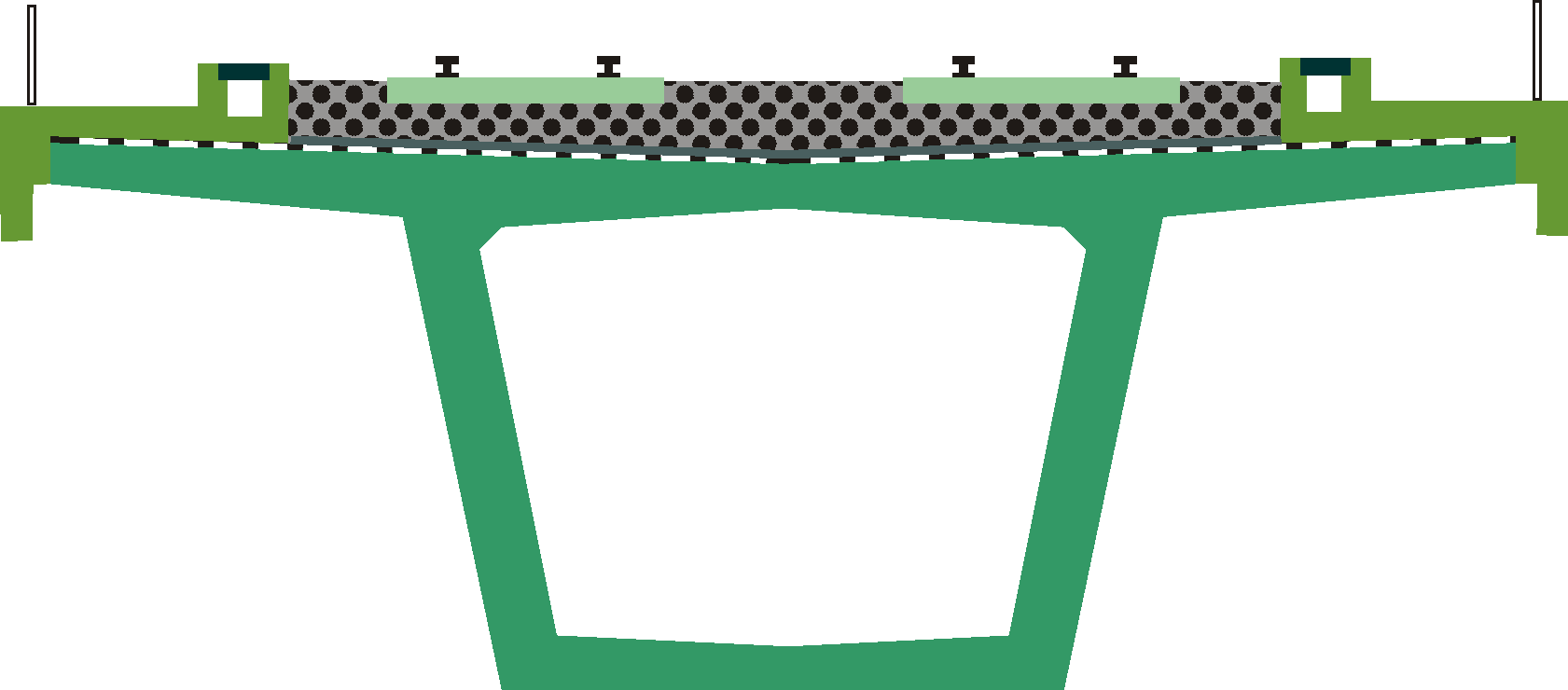
Sección de un puente ferroviario de hormigón pretensado con viga tipo cajón.

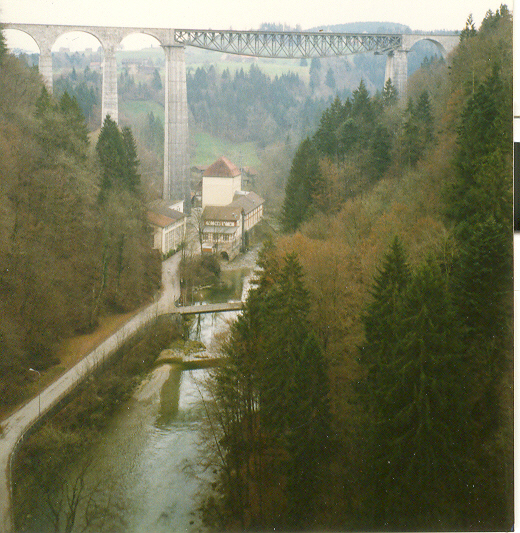
Puente de viga de acero. Obsérvese que la mayor sección está en el centro, zona donde el momento flector suele ser mayor. Los vanos laterales, son en arco, y en la parte inferior de la foto, hay otro puente viga.

Un puente viga es aquel cuyos vanos (luz) son soportados por vigas. Este tipo de puentes deriva directamente del puente tronco. Se construyen con madera, acero u hormigón (armado, pretensado o postensado).
Se emplean vigas en forma de caja hueca, etcétera. Como su antecesor, este puente es estructuralmente el más simple de todos los puentes. Se utilizan en vanos cortos e intermedios (con hormigón pretensado). Un uso muy típico es en las pasarelas peatonales sobre autovías.